# Erica Boschiero
Erica Boschiero (Pieve di Cadore, 17 giugno 1983) è una cantautrice italiana.

## Biografia
Nata a Pieve di Cadore, in provincia di Belluno, Erica Boschiero manifesta fin da subito una grande passione per la musica. A 6 anni canta come solista nel coro della sua parrocchia e comincia a studiare pianoforte. A 12 anni si avvicina alla chitarra, che diventa successivamente il suo strumento principale.
Nel 2002, in seguito alla morte di un amico in un incidente stradale in Tchad, mette in musica alcuni racconti africani che entrano a far parte di una compilation dal titolo "Piccole Storie d'Africa" che vede la supervisione di Giusto Pio. Nel 2003 collabora alla realizzazione di tre dischi per bambini, "Parole da Fare" (Editrice Missionaria Italiana).
Nel 2006 parte per un viaggio in Ecuador di cinque mesi dove si occupa di laboratori musicali con giovani senza dimora, che vivono in strada. Al ritorno da questa esperienza decide di intraprendere a tempo pieno la strada della musica.
Nel 2007 registra il suo primo album autoprodotto, Dietro Ogni Crepa di Muro, grazie al quale partecipa per la prima volta nel 2008 al Premio Musicultura di Macerata con la canzone La Girandola, piazzandosi tra i 16 finalisti. Sempre nel 2008 vince con la canzone Anita il Premio Bianca d'Aponte, dove si aggiudica anche il Premio SIAE per il miglior testo, ed è seconda al Premio La Nuova Canzone d'Autore al MEI di Faenza. Nel 2009 è finalista al Premio L'Artista che non c'era a Milano, vince il Premio Botteghe D'Autore di Albanella, si classifica al terzo posto al Premio Suona La Poesia al MEI di Faenza con Come Chi Mira In Ciel Fisso le Stelle, canzone tratta da un sonetto di Gaspara Stampa e cantata insieme a Elsa Martin e Pilar e partecipa alla realizzazione dell'album Ndemo Xente, patrocinato dalla Regione Veneto.
Nel 2010 la musica di Erica approda all'estero per la prima volta grazie all'Associazione Ambasciatori In Musica fondata dal giornalista RAI Sandro Petrone, grazie alla quale la cantautrice è chiamata a tenere concerti a Reykjavík, Tallinn, Riga, Minsk, Atyrau e Aqsaj. Durante quell'anno, scrive la propria tesi concludendo così la laurea in sociologia.
Nel 2011 si esibisce presso l'Istituto Italiano di Cultura di Colonia con il percussionista Tony Cercola, e nello stesso anno dà vita al progetto "Ballate di China, concert de dessin" nato dalla collaborazione con il fumettista Paolo Cossi, che verrà portato in decine di palchi italiani ed esteri.
Nel 2012 Erica torna nuovamente al Premio Musicultura di Macerata con Souvenir, canzone arrangiata da Fausto Mesolella, con cui all'Arena Sferisterio vince il Premio per il Miglior Testo. Sempre nel 2012 vince anche il Premio per il Miglior Testo al Festival Andrea Parodi di Cagliari con la canzone Fada. Nel frattempo scrive Masis, canzone sul genocidio armeno, che diventa la colonna sonora del documentario I misteri dell'Ararat di Azad Vartanian. 
Nel 2013 vince il Premio Corde Libere con il brano Balintondo del Batimarzo e partecipa all'antologia musicale Mitincanti sugli antichi miti della tradizione veneta a cura di Gianluigi Secco (Ed. Nuovi Sentieri). Sempre nel 2013 la sua canzone Papavero di Ferrovia è inserita nella compilation del Premio Tenco Siamo In Tenco, e collabora con il cantautore Gualtiero Bertelli per lo spettacolo Italie.
Il 2015 esce per l'etichetta indipendente Bradilogo (fondata da Ivan Segreto) Caravanbolero, arrangiato da Edu Hebling e con la partecipazione di Debora Petrina e Fausto Mesolella (Avion Travel), album che nello stesso anno vince il Premio Lunezia - Future Stelle.
Dal 2015 fa parte del collettivo di cantautori Veneto Contemporaneo insieme a Marco Iacampo, Ricky Bizzarro (Radiofiera), Gerardo Pozzi e altri con i quali porta in scena lo spettacolo I Blues delle Alpi.
Nel 2016 nasce lo spettacolo E Tornerem a Baita, concerto disegnato sulle antiche leggende delle Dolomiti con il fisarmonicista Sergio Marchesini (Piccola Bottega Baltazar e autore delle colonne sonore di alcuni film di Andrea Segre) e il fumettista Paolo Cossi, con cui gli artisti calcano decine di palchi in Italia e all'estero (Svizzera, Francia, Ungheria, Repubblica Ceca). Lo stesso anno viene invitata dalla Radio Televisione Svizzera a condurre cinque puntate della trasmissione Anime Salve e partecipa come voce ospite alla registrazione dell'album Canti, ballate e ipocondrie d'ammore di Canio Loguercio e Alessandro D'Alessandro, vincitore della Targa Tenco 2017 come miglior disco in dialetto.
Dal 2012 Erica collabora con decine di scuole di ogni ordine e grado con lezioni-concerto e laboratori di scrittura creativa e cittadinanza. Laboratori che è chiamata a presentare al Ministero dei Beni Culturali a Roma nel 2016 e che la portano a cantare il 6 maggio 2017 per il meeting nazionale di scuole per la pace in Piazza Campidoglio e in Aula Nervi alla presenza di Papa Francesco, occasione in cui canta per la prima volta il suo inedito Il Topolino e la Montagna (liberamente tratta da una lettera di Antonio Gramsci).
Nel 2018 la sua canzone La memoria dell'acqua (ispirata inizialmente all'omonimo film di Patricio Guzmàn), brano sul delicato tema delle migrazioni attraverso il Mar Mediterraneo, entra a far parte della compilation YAYLA - Musiche Migranti a cura del Centro Astalli (Appaloosa Records) e viene presentata in diretta su Radio 3 dalla sala A di Via Asiago a Roma il 20 giugno 2018.
Grazie al suo impegno per i diritti umani e le tematiche ambientali è invitata da Amnesty International a suonare al Dox di Praga il 28 marzo 2018 per l'iniziativa I Welcome Refugees e al Human Rights Defenders World Summit  al Palais de Chaillot a Parigi il 31 ottobre. Nello stesso anno il Comitato Nazionale Enti Locali per la Pace le commissiona la realizzazione di È Tempo, inno ufficiale della Marcia della Pace Perugia-Assisi attraverso laboratori di scrittura con i ragazzi delle scuole della Regione Friuli, e un percorso musicale sul tema della pace che porterà in scena insieme al fisarmonicista Sergio Marchesini alla Rocca Paolina, al Duomo di Perugia il 5 ottobre in presenza di Don Luigi Ciotti, Alex Zanotelli e Pierluigi Di Piazza.
Sempre nel 2018 dà vita a due nuovi progetti artistici: il primo, Alberi, frutto di una residenza di alcuni giorni nella foresta del Cansiglio, la vede accanto all'attore Vasco Mirandola (Mediterraneo, Notte Italiana, Il Prete Bello, Il Toro, Il cielo è sempre più blu, Come Dio Comanda, ...) e al violoncellista Enrico Milani; e il secondo, Spaesati, è una lezione-concerto sul tema delle migrazioni contemporanee realizzato in collaborazione con il sociologo Stefano Allievi.
Tra il 2014 e il 2017 la cantautrice viene chiamata a cantare in diverse località di alta montagna come la cima del Monte Piana, della Tofana, della Marmolada, alle Tre Cime di Lavaredo in occasione della Catena Umana per i Diritti Umani nel 2015 e all'inaugurazione dell'Alta Via Dolomiti Senza Confini a Forcella Frugnoni nel 2018 insieme agli alpinisti Reinhold Messner, Fausto De Stefani e Hans Wenzl.
In virtù del suo impegno artistico di sensibilizzazione sulle tematiche sociali ed ambientali, l'8 marzo 2017 le viene conferito il Premio Riflettore Donna, onorificenza civica della città di Treviso destinata a una cittadina che nell'anno si è distinta per professionalità e senso civico. Lo stesso mese comincia a dirigere il coro dell'Università Popolare di Treviso, un coro di trenta donne dai 60 ai 90 anni con cui realizza lo spettacolo Principesse un corno!, un percorso storico ironico e poetico sulla questione di genere.
Il 19 dicembre 2018 esce il suo concept album dedicato proprio alle Dolomiti, E tornerem a baita (Squilibri Editore), tratto dall'omonimo spettacolo, realizzato in collaborazione con Sergio Marchesini e il fumettista Paolo Cossi.
Nel corso della sua carriera ha duettato dal vivo con Ron, Neri Marcorè, Luca Barbarossa, Maria Pia De Vito, Elena Ledda, Alessio Bonomo, Alessandro Papotto, Fausto Mesolella, Tolo Marton. Ha aperto concerti di Gino Paoli, Paola Turci, Maria Gadù.
Nel 2021 viene pubblicato il suo quarto album, Respira, che ottiene recensioni molto positive  ed entra nella cinquina del Club Tenco come miglior album del 2021.

## Discografia

### Album
- 2007 - Dietro ogni crepa di muro (autoproduzione)
- 2015 - Caravanbolero (Bradilogo)
- 2018 - E tornerem a baita (Ed. Squilibri)
- 2021 - Respira (Ed.Squilibri)

### Compilation
- 2002 - Piccole Storie d'Africa
- 2004 - Parole da Fare vol. 1 (Editrice Missionaria Italiana)
- 2005 - Parole da Fare vol. 2 (Editrice Missionaria Italiana)
- 2006 - Parole da Fare vol. 3 (Editrice Missionaria Italiana)
- 2008 - Non sono un'isola - Premio Bianca d'Aponte
- 2008 - Compilation Musicultura
- 2010 - Gli otto segreti del mio amico Luciano (Editrice Missionaria)
- 2012 - Compilation Musicultura
- 2013 - Siamo in Tenco (Compilation Premio Tenco)
- 2013 - Il cielo degli Orsi
- 2013 - Corde Libere
- 2013 - Mitincanti (antologia musicale sugli antichi miti della tradizione veneta, Ed. Nuovi Sentieri)
- 2018 - Yayla (Appalossa Records, insieme a Erri De Luca, Valerio Mastrandrea, Edoardo Bennato, Antonella Ruggiero, Giua,

### Collaborazioni
- Ndemo Xente di Leo Miglioranza
- Last Call di Sandro Petrone
- Cacciatori di Sogni di Maurizio Camardi
- Canti, ballate e ipocondrie d'ammore di Canio Loguercio e Alessandro d'Alessandro
- Voce nel brano Le déserteur nel disco DIECI di Giacomo Lariccia

## Video
- 2012 - Souvenir
- 2015 - Papavero di ferrovia
- 2015 - Caravanbolero